# Jordeboksränta
Jordeboksränta, även kallad ordinarie ränta, var en svensk skatt på jordbruksfastigheter som togs ut fram till den så kallade ränteförenklingen 1855, då den ersattes av grundränta. Vid sidan av jordeboksräntan togs under långa perioder även en annan skatt ut, kallad mantalsränta eller extra ordinarie ränta.
Jordeboksräntan hade en bakgrund i de jordräntor som sedan äldre tider tagits ut i natura, främst i form av dagsverken (arbete) och fodring (utfodring av hästar) åt kungen eller dennes lokale representanter, adeln eller prästerskapet. Under 1600-talet tillkom skatter uttryckta i form av egendomens mantal, den så kallade mantalsräntan, som till stor del betalades med pengar.
Jordeboksräntan fick sitt namn av att den började införas i jordeböckerna 1718 för att sammanföra dessa äldre skatter (ordinarie ränta) med de yngre skatterna (extra ordinarie ränta) som uttrycktes i form av mantal. Denna uppdelning fortsatte att finnas fram till 1855 när skillnaden mellan jordeboksränta och mantalsränta togs bort till följd av ränteförenklingen, och grundräntan infördes. Denna ersattes i sin tur 1892 av grundskatten.